# 1975年巴布亚新几内亚独立法令
《1975年巴布亚新几内亚独立法案》（英語：Papua New Guinea Independence Act 1975）是澳大利亚议会通过的一项法令。該法令取代了《1949年巴布亚及新几内亚法令》，改變了巴布亚新几内亚领地的领土地位，使巴布亚新几内亚得以獨立。该法令将1975年9月16日定为巴布亚新几内亚的独立日，并终止了澳大利亚在该国的所有剩余主权和立法权。